# Елецкий, Юрий Константинович
Елецкий Юрий Константинович (16 ноября 1921, Сухум — 21 февраля 2007, Москва) — советский и российский морфолог, доктор медицинских наук, профессор. Участник Великой Отечественной войны. Автор статей «Большой медицинской энциклопедии».

## Биография
Родился в г. Сухуми, в семье служащих. С 1939 по 1946 служил в рядах Советской Армии. Был санинструктором на фронтах Второй мировой войны, выносил с поля боя раненых, после боёв разыскивал тех, кто оставался жив, оказывал первичную медицинскую помощь. Воевал в 1-й Гвардейской Московско-Минской мотострелковой дивизии. Участвовал в защите Москвы, в районе Наро-Фоминска. В дальнейшем участвовал в боях за освобождение Минска, Брянска, за взятие Кенигсберга. За время войны Ю. К. Елецкий был награждён медалями за личное мужество и отвагу. Капитан медицинской службы.
В 1946 Елецкий поступает во Второй Московский государственный медицинский институт им И. В. Сталина, который с отличием заканчивает в 1952. Выбрав специальность хирурга, распределяется в клинику профессора Б. В. Петровского. Не закончив ординатуры, назначается освобожденным председателем профкома МЗ СССР. В 1960 защищает кандидатскую диссертацию «Нервный аппарат трахеи и его трофическое значение», в 1970 — докторскую диссертацию «Морфологические и метаболические изменения, развивающиеся в печени при острой алкогольной интоксикации (экспериментальное исследование)». С 1969 по 1991 год Елецкий руководит кафедрой гистологии лечебного факультета 2-го МОЛГМИ им. Н. И. Пирогова.
За участие в Великой Отечественной войне Ю. К. Елецкий был награжден девятью медалями, в мирное время  орденом Трудового Красного Знамени, медалью «За доблестный труд».
Жена - Коркина Мария Васильевна (1926—2012) — советский и российский психиатр, доктор медицинских наук, профессор, заслуженный деятель науки РСФСР. 
Умер 21 февраля 2007 в Москве.

## Научная деятельность
Научная работа кафедры, возглавляемой Ю. К. Елецким, была направлена на исследование различных аспектов структуры, функции и реактивности органов пищеварительной системы в разнообразных условиях жизнедеятельности организма. В рамках этой проблемы им получены значимые для биологии и практической медицины результаты. Ю. К. Елецкий — автор научных публикаций (в том числе и монографий), связанных с изучением морфофункциональных особенностей и эволюции внутренних органов. Научные выводы, приведённые в докторской диссертации Ю. К. Елецкого, позже подтвердились в фундаментальных клинических и клинико-лабораторных исследованиях (Колупаев Г. П. — «Диагностика хронической интоксикации алкоголем на разных её этапах» 1978). Под руководством Ю. К. Елецкого подготовлено 20 кандидатов и 3 доктора наук. Особое место в исследованиях занимали работы, посвященные роли нервной системы в деятельности органов пищеварения.

## Преподавательская деятельность
Деятельность кафедры гистологии, возглавляемой Ю. К. Елецким, дважды была удостоена медалей ВДНХ СССР за внедрение современных учебных технологий. Являясь проректором по учебной работе, Ю. К. Елецкий совершал командировки по обмену опытом в университеты Финляндии, Дании, ФРГ, Чехословакии. Особенно тесным было сотрудничество с Карловым Университетом в Праге и Университетом Коменского в Братиславе.

## Организационная и общественная деятельность
Ю. К. Елецкий в течение многих лет был членом редколлегии журнала «Архив анатомии, гистологии и эмбриологии», входил в состав президиума правления Всесоюзного общества анатомов, гистологов и эмбриологов (ВНОАГЭ). Он являлся председателем учебно-методического совета по морфологическим дисциплинам и членом центральной учебно-методической проблемной комиссии по преподаванию медико-биологических дисциплин при Минздраве СССР, был членом экспертной комиссии по медико-биологическим дисциплинам ВАК СССР. Долгое время возглавлял Совет ветеранов 2-го МОЛГМИ им. Н. И. Пирогова.

## Научные труды
Научная и преподавательская деятельность Ю. К. Елецкого нашла отражение в более чем 200 публикациях. Наиболее известными из них являются учебник «Основы гистологии с гистологической техникой» (в соавт. с О. В. Волковой, 1971,переведен на болгарский язык), монография «Эволюция структурной организации эндокринной части поджелудочной железы позвоночных» (в соавт. с В.В .Ягловым, 1978), «Гистология, цитология и эмбриология. Атлас.» (в соавт. с коллективом сотрудников кафедр гистологии лечебного и педиатрического факультетов,1996), а также ряд учебно-методических пособий по гистологии и цитологии для студентов и субординаторов. Заслуживают внимания публикации, посвященные анализу, совершенствованию и оптимизации учебного процесса в медицинских институтах, написанные в соавторстве с педагогами, кибернетиками и сотрудниками кафедры гистологии : «Совершенствование процесса обучения в высшей медицинской школе». Методическое пособие (в соавт с В. П. Беспалько, 1974), «Методика анализа учебной работы кафедр медицинских институтов». Методическое указание (в соавт. с С. А. Гаспарян, В. И. Капустинской, А. К. Синициным, 1974), «Учебно-методическое пособие по программированному контролю курса гистологии»(в соавт.с В. В. Ягловым, 1974).